# Deconychura
Deconychura is een geslacht van zangvogels uit de familie ovenvogels (Furnariidae). Er zijn drie soorten die eerder werden opgevat als ondersoorten uit een monotypisch geslacht.

## Etymologie
De geslachtsnaam Deconychura is samengesteld uit de Oudgriekse woorden δεκα (deka) wat "tien" betekent; ονυξ (onux) wat "klauw" betekent; en ουρα (oura) wat "staart" betekent. Dit heeft betrekking tot de tien staartveren die stevig en puntig zijn en iets gebogen op het eind.
- Deconychura longicauda  – Noordelijke langstaartmuisspecht
- Deconychura pallida  – Zuidelijke langstaartmuisspecht
- Deconychura typica  – Kleine langstaartmuisspecht